# Condado de Clallam

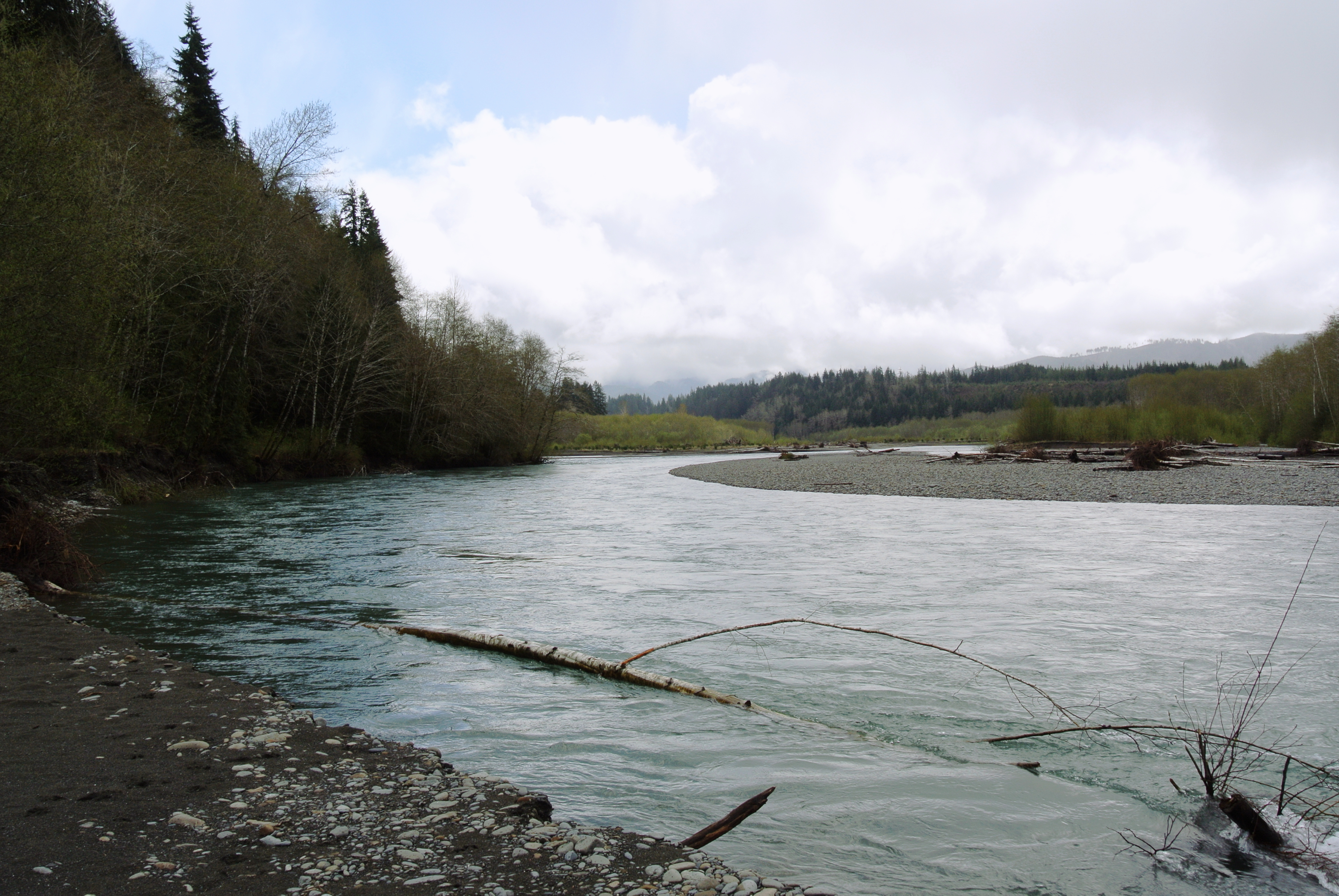
Río Hoh

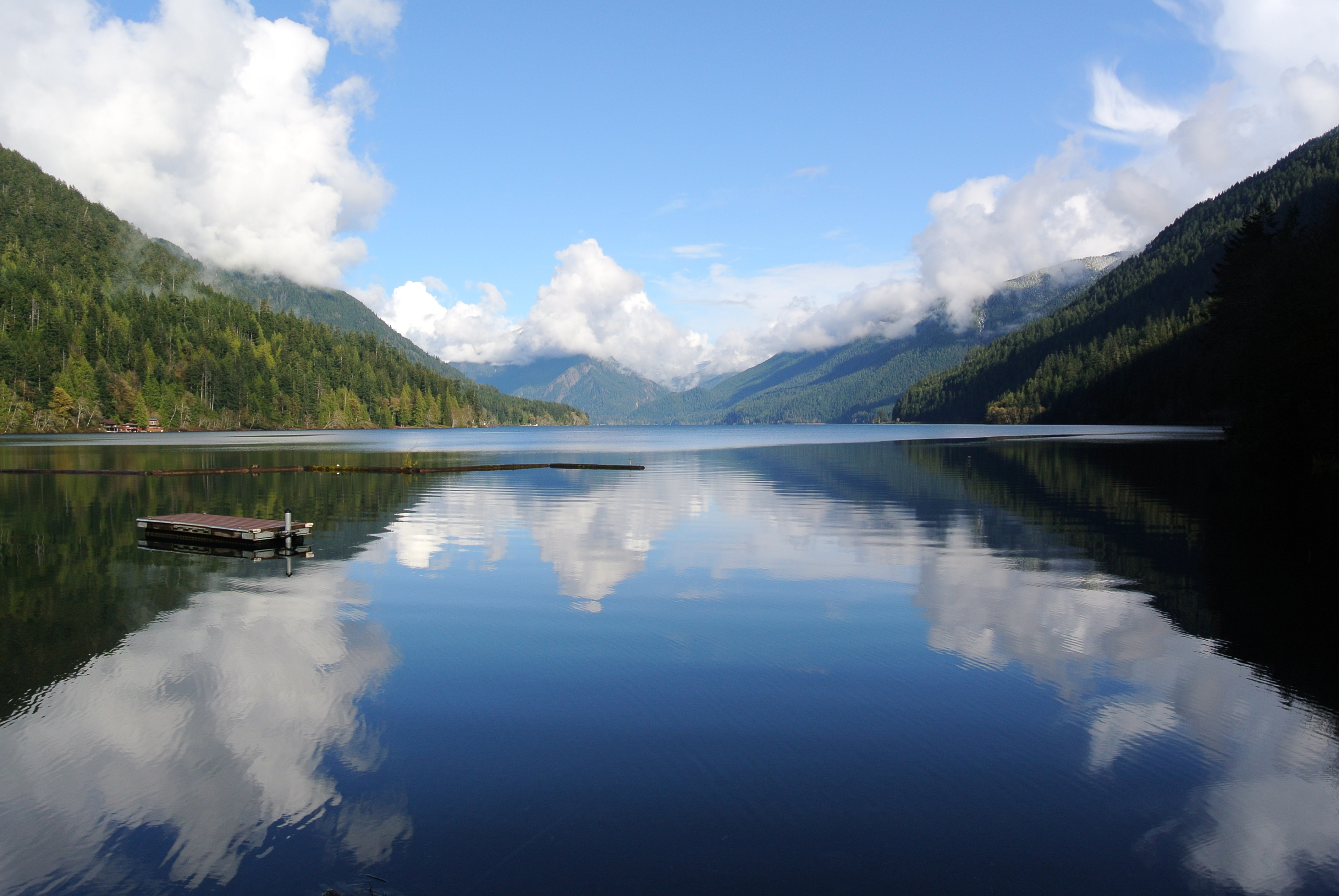
Lago Crescent

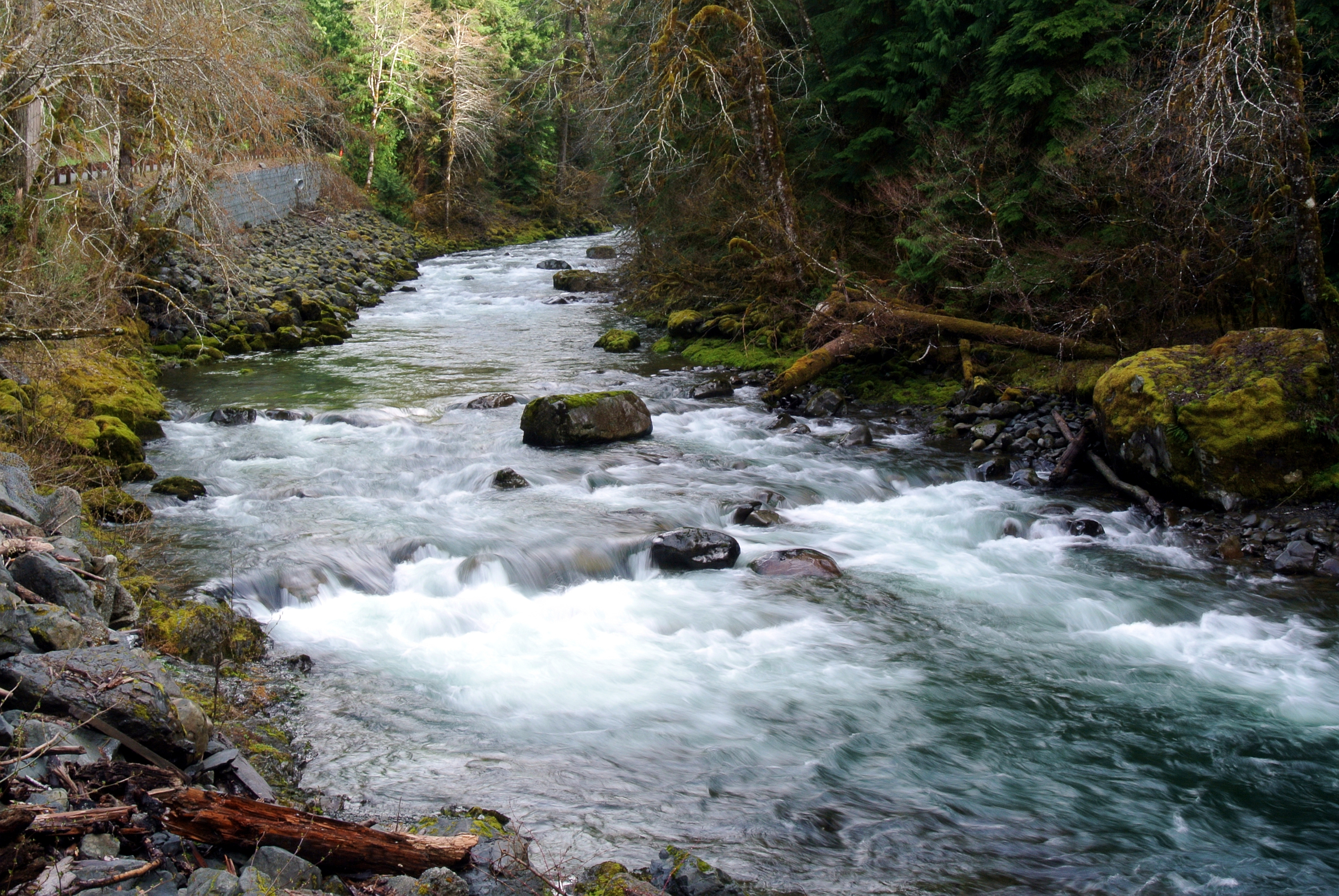
Río Sol Duc

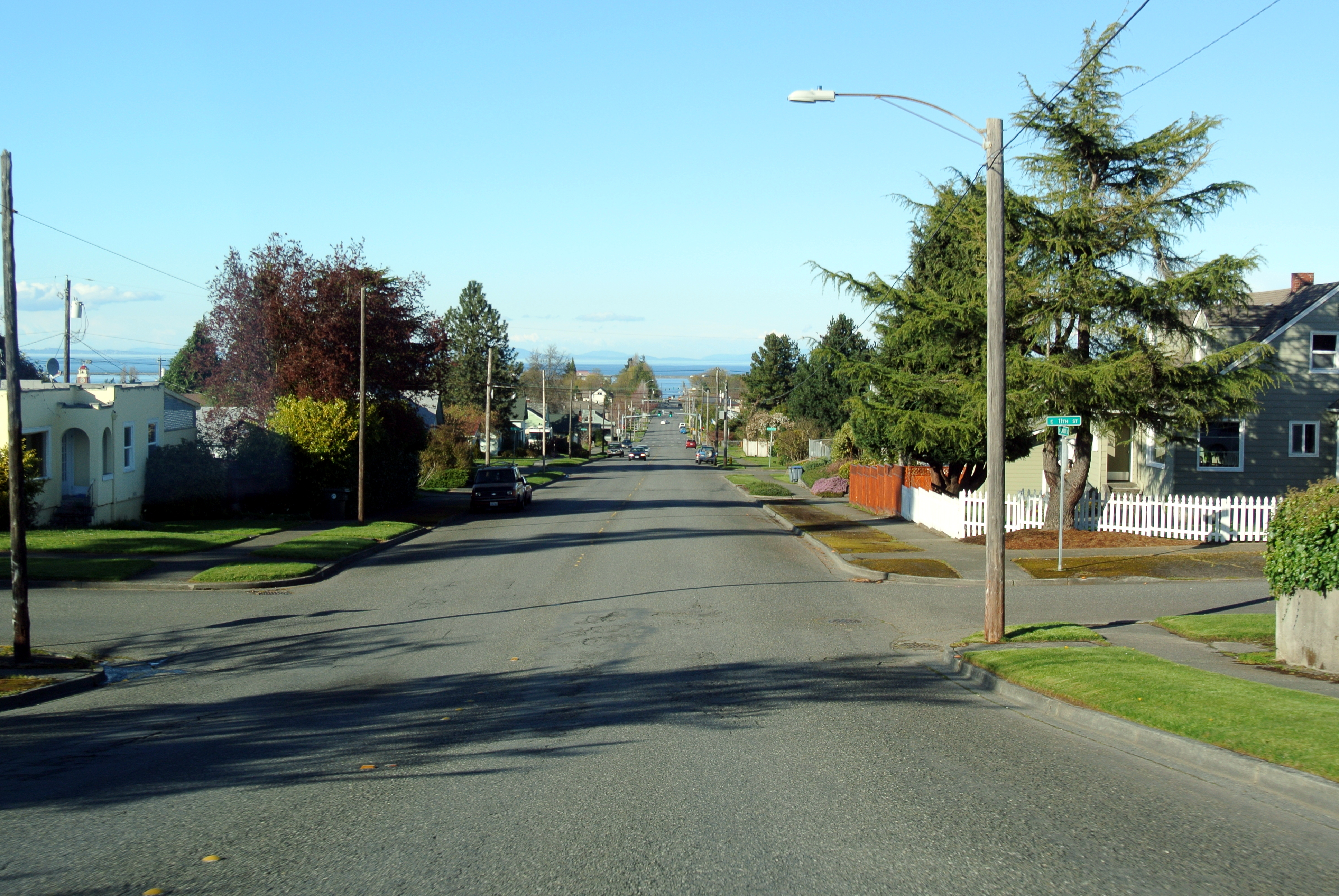
Esquina en Port Angeles. El Estrecho de Juan de Fuca y la isla de Vancouver al fondo

El condado de Clallam es un condado del estado de Washington, Estados Unidos. Según el censo de 2020, tiene una población de 77 155 habitantes.
La ciudad más grande del condado es Port Angeles.
El nombre es una palabra de la lengua klallam que significa "gente fuerte".
Fue fundado el 26 de abril de 1854.

## Geografía
Conforme a la Oficina del Censo de los Estados Unidos, el condado tiene una superficie de 6912 km², de los cuales 4503 km² son tierra y 2409 km² son agua.
En el condado de Clallam se encuentra el cabo Alava, el punto más occidental del estado de Washington y sus estados contiguos. También cerca del cabo Alava está la ciudad más occidental del estado de Washington y sus estados contiguos, Ozette.

## Demografía

### Censo de 2020
Según el censo de 2020, hay 77 155 habitantes, 33 022 hogares y 15 508 familias en el condado. La densidad poblacional es de 17.1 habitantes por kilómetro cuadrado. El 80.94% de los habitantes son blancos, el 5.63% son amerindios, el 1.64% son asiáticos, el 0.80% son afroamericanos, el 0.15% son isleños del Pacífico, el 2.17% son de otras razas y el 8.67% son de una mezcla de razas. Del total de la población, el 6.13% son hispanos o latinos de cualquier raza.

### Censo de 2000
Acorde al censo del año 2000, viven en el condado 64,525 personas, 27,164 hogares y 18,064 familias residiendo en el Condado. La densidad poblacional es de 14 habitantes por kilómetro cuadrado. La distribución racial del condado era 89.12% blanca, 0.84% negra o afroamericana, 5.12% nativos americanos, 1.13% asiáticos, 0.16% de las islas del Pacífico, 1.18% de otras razas y el 2.44% de dos o más razas, el 3.41% de la población era de ascendencia hispana o latina, 17.2% eran de ascendencia alemana, 13.1% de ascendencia inglesa, 9.3% irlandesa, 8.3% de los Estados Unidos y 6.0% noruega.
En el 25.70% de los hogares vivían menores de 18 años, 53.90% eran de propiedad de matrimonios, 9.00% era dueños de una mujer con un esposo ni presente y en 33.50% de los casos no tenían ningún parentesco. 28.10% de los hogares eran individuales y en 13.40% de los casos había por lo menos una persona de 65 a más años. El promedio de familias es de 2.78 personas por hogar.
El ingreso promedio en los hogares es de US$36,449, y el promedio de ingreso familiar es de US$44,381. Los hombres tienen un ingreso promedio de US$35,452 y las mujeres de US$24,628. El ingreso per cápita en el condado es de US$19,517. Aproximadamente el 8.90% de las familias y el 12.50% de la población se encuentra bajo la línea de pobreza, incluyendo en esos números el 17.10% de menores de 18 años y el 6.80% de las personas de 65 a más años.

## Localidades
- Bell Hill
- Blyn
- Carlsborg
- Forks
- Jamestown
- Neah Bay
- Port Angeles
- Port Angeles East
- River Road
- Sequim

## Otras comunidades
- Agate Beach
- Agnew
- Beaver
- Bogachiel
- Cape Flattery
- Clallam Bay
- Crane
- Crescent
- Crescent Beach
- Diamond Point
- Dungeness
- Elwha
- Fairholm
- Gales Addition
- Hoko
- Joyce
- Kakalock
- La Push
- Maple Grove
- Mora
- Mount Pleasant
- Ozette
- Pysht
- Piedmont
- Queets
- Sappho
- Schoolhouse Point
- Sekiu
- Sol Duc Hot Springs
- Upper Hoh